# La Machine de Turing
La Machine de Turing est une pièce de théâtre de Benoit Solès créée en 2018 au festival Off d'Avignon puis jouée au théâtre Michel.

## Argument
La vie d'Alan Turing, pionnier de l'informatique et inventeur de la machine de Turing.

## Distribution (2018)
- Benoit Solès : Alan Turing
- Amaury de Crayencour : tous les autres personnages

## Distinctions
Aux Molières 2019, la pièce a reçu quatre nominations et quatre prix : Molière du théâtre privé, Molière de l'auteur francophone vivant, Molière du comédien dans un spectacle de théâtre privé pour Benoit Solès et Molière du metteur en scène d'un spectacle de théâtre privé pour Tristan Petitgirard.